# Оберхоф
Оберхоф е град в окръг Шмалкалден-Майнинген в германската провинция Тюрингия. Намира се край Тюрингската гора на надморска височина от ок. 815 метра. Населението на града е 1634 души (по приблизителна оценка от декември 2017 г.).
Градът е известен като германски център за зимни спортове. Особено популярни са биатлонът, спускането с шейни по улей и бобслеят, ски бягането и северната комбинация. Туризмът е основния бранш в икономиката на града. През 2009 година 132 000 души са посетили града с 426 000 нощувки. По този начин Оберхоф е третият по посетители град в Тюрингия след Ерфурт и Ваймар и най-посещаваният курорт в Тюрингската гора.

## История
Оберхоф е упоменат за първи път през 1470 година. От 1826 до 1918 е част от херцогство Саксония-Кобург-Гота. През 1830 херцог Енрст I построява ловен дворец. От 1861 градът е посещаван от туристи. От 1884 година има железопътна гара, което позволява развитието на туризма. През 1901 година 4948 души посещават града. През 1913 броят им е 12 772. След основаването на Тюрингския спортен съюз през февруари 1905 Оберхоф се развива до център за зимни спортове. Под влиянието на херцог Карл Едуард градът получава хотел край замъка (1908) и хотел за голф (1912).
През 1906 са открити първият улей за бобслей и първата шанца за ски скокове. През 1931 градът е домакин на световните първенства по бобслей и по северна комбинация.
По време на Втората световна война ок. 170 души са принудени да полагат принудителен труд. През април 1945 при смъртен марш на концентрационния лагер Бад Залцунген умират трима пленници.
От 1951 до 1956 в Оберхоф се провеждат първенствота по зимни спортове на ГДР. През 1964 е построена голямата шанца, а през 1971 и нов улей за спускане с шейни, на който през 1973 се провежда световното първенство по спускане с шейни в улей. Между 1968 и 1978 капацитетът на легловата база на Оберхоф е увеличен до 4500 легла.
През 2011 градът разполага с леглова база от 3500 легла.

### Развитие на населението
Развитие на населението (от 1994 към 31 декември):
| - 1665: 51 - 1705: 150 - 1900: 400 - 1933: 1149 - 1939: 1086 - 1994: 2189 - 1995: 2118 - 1996: 2052 - 1997: 1981 - 1998: 1884 - 1999: 1845 | - 2000: 1803 - 2001: 1726 - 2002: 1693 - 2003: 1647 - 2004: 1613 - 2005: 1632 - 2006: 1673 - 2007: 1594 - 2008: 1533 - 2009: 1513 - 2017: 1634 |

 Данните след 1994 г. са от Thüringer Landesamt für Statistik

## Политика
Градският съвет има 12 члена.

### Партньорски градове
- Винтерберг, Северен Рейн-Вестфалия
- Бад Нойщат ан дер Зале, Бавария
- Лилехамер, Норвегия

## Култура и забележителности
На югоизточния край на града се намира ботаническата градина „Ренщайг“, в която на площ от седем хектара са представени 4000 различни растения от планински региони.

### Спорт
Оберхоф е известен зимен център. В града се намират две шанци за ски скокове, стадион за ски бягане и улей за спускане с шейни. Има 800-метрова писта за алпийски ски и сноуборд, лифтове и оръдия за сняг. Градът разполага с много трасета за ски бягане. През лятото местността дава възможност за планинарство.
В последните години в Оберхоф се провеждат световното първенство по биатлон през 2004 година и световното първенство по спускане с шейни в улей през 2008 година.
През 2009 е открито спортно хале, в което през лятото може да се практикува ски бягане по трасе с дължина от 1,9 km и изкачвания до 12%.
Херцогският голф-клуб в града е един от най-старите голф-клубове в Германия.

## Икономика и инфраструктура
Икономиката на Оберхоф разчита единствено на туризма. Най-големите работодатели са хотели, заведения, спортни магазини, басейн, лифт и тюрингския спортен музей.

### Транспорт
Оберхоф се намира на шосе 3247, което свързва Зул и Гота. На около осем километра южно от града се намира магистралата A71, а на 23 km северно – магистралата A4.
Оберхоф има железопътна гара от 1 август 1884 година и се намира на линията Нойдийтендорф-Риченхаузен. Гарата се намира на около пет километра южно от града. На всеки два часа има връзка към Ерфурт и Вюрцбург, както и към Ерфурт и Майнинген.

## Галерия
- Евангелистка църква
- Спортна гимназия
- Аптека
- Кафе Луизензиц
- Хаус Хелене